# Neoregelia punctatissima
Neoregelia punctatissima là một loài thực vật có hoa trong họ Bromeliaceae. Loài này được (Ruschi) Ruschi mô tả khoa học đầu tiên năm 1954.